# Tour d'Italie 2019
Le Tour d'Italie 2019 (en italien :  Giro d'Italia 2019) est la 102e édition de cette course cycliste masculine sur route. Le départ est donné le 11 mai à Bologne, et l'arrivée a lieu le 2 juin à Vérone. Il s'agit du premier grand tour de la saison et de la 23e épreuve de l’UCI World Tour 2019.
Ce Tour d'Italie est remporté par le coureur équatorien Richard Carapaz, de l'équipe Movistar. Vainqueur de deux étapes, il devance l'Italien Vincenzo Nibali (Bahrain-Merida) et le Slovène Primož Roglič (Jumbo-Visma). Carapaz est le premier Équatorien de l'histoire à remporter un grand tour. L'Allemand Pascal Ackermann (Bora-Hansgrohe), vainqueur de deux étapes, s'impose au classement par points. L'Italien Giulio Ciccone (Trek-Segafredo), vainqueur d'une étape, remporte le classement de la montagne. Le Colombien Miguel Ángel López (Astana) est le meilleur jeune pour la deuxième année consécutive. L'équipe du vainqueur de ce Giro, la Movistar est la meilleure équipe de cette édition.

## Présentation

### Parcours
Comme en 2015, la course commence un samedi et contient deux jours de repos. Le parcours de cette édition contient 3 518,8 km dont trois contre-la-montre individuels et aucun contre-la-montre par équipes, quatre étapes de haute montagne et sept étapes avec un final en altitude faisant de l'édition 2019 l'une des plus ouvertes, équilibrées et exigeantes des dernières années.
La première étape est un contre-la-montre individuel dans la ville de Bologne, ponctué par l'ascension de San Luca (2,1 kilomètres à 9,7 %). La première semaine est clairement à l'avantage des puncheurs et des sprinteurs.
La deuxième semaine ressemblera à la première avec très peu de montagne et un second contre-la montre individuel lors de la neuvième étape. La haute montagne débutera seulement lors de la 13e étape avec une arrivée à Ceresole Reale. Puis le lendemain avec une étape entre Saint-Vincent et Courmayeur et cinq difficultés dont le Colle San Carlo. Après ces deux étapes dantesques, les coureurs prendront le départ de l'étape qui reliera Ivrée à Côme. Cette étape ressemblera fort à l'un des monuments du cyclisme, le Tour de Lombardie, ce sera aussi la plus longue étape de ce Giro avec 237 km.

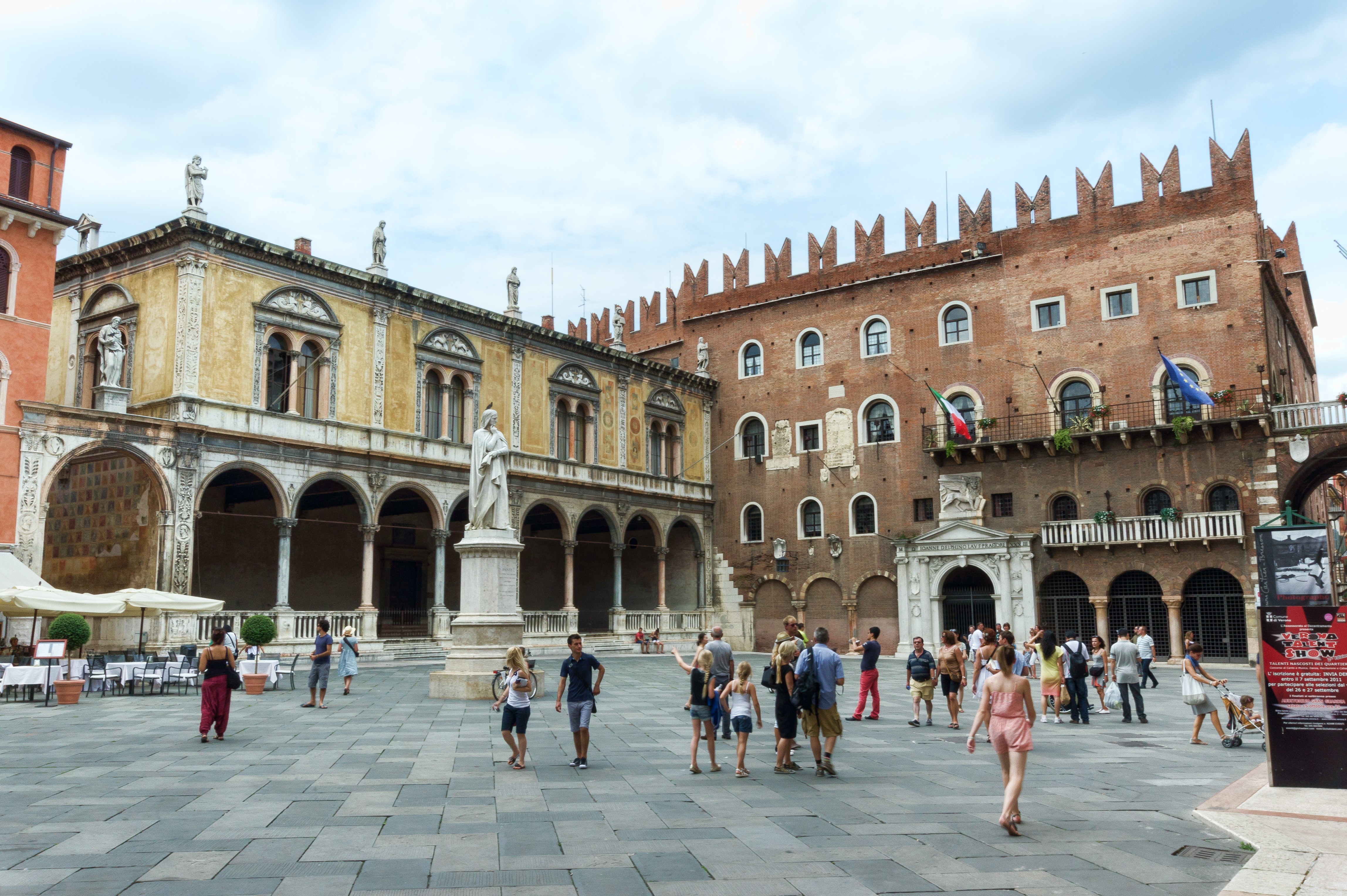
La course se terminera par un contre-la-montre dans les rues de Vérone.

La troisième et dernière semaine est la plus dure de cette édition avec quatre arrivées au sommet au programme. Tout d'abord, lors de la 16e étape vers Ponte di Legno où les coureurs devront passer par le Col de Gavia, finalement retiré du parcours et le Mortirolo. Les arrivées à Antholz-Anterselva, San Martino di Castrozza et celle de Croce d'Aune - Monte Avena seront épuisantes pour les organismes avec de nombreux sommets. Le dernier jour, un contre-la-montre individuel pourrait encore changer la donne.
Le tracé vise à honorer, entre autres, Léonard de Vinci à l'occasion du 500e anniversaire de sa mort, avec le début de la troisième étape situé dans la ville de Vinci. C'est également le cas pour Fausto Coppi, qui aurait eu 100 ans en 2019. La douzième étape entre Cuneo et Pinerolo est tracée en commémoration de son exploit sur le Tour d'Italie 1949, où lors d'une attaque en solitaire, il avait devancé son rival Gino Bartali de plus de onze minutes.

### Équipes
Le Tour d'Italie étant inscrit au calendrier de l'UCI World Tour 2019, les dix-huit « World Teams » y participent. Quatre équipes continentales professionnelles ont reçu leur invitation en janvier : les équipes italiennes Androni Giocattoli-Sidermec, Bardiani CSF et Nippo-Vini Fantini-Faizanè, et l'équipe israélienne Israel Cycling Academy.
| WorldTeams (18)- AG2R La Mondiale - Astana - Bahrain-Merida - Bora-hansgrohe - CCC Team - Dimension Data - EF Education First - Groupama-FDJ - Team Jumbo-Visma - Lotto Soudal - Mitchelton-Scott - Movistar Team - Deceuninck-Quick Step - Katusha-Alpecin - Ineos - Team Sunweb - Trek-Segafredo - UAE Team Emirates Équipes continentales professionnelles (4)- Androni Giocattoli-Sidermec - Bardiani CSF - Israel Cycling Academy - Nippo Vini Fantini Faizanè |
| |

### Favoris et principaux participants
Vincenzo Nibali (Bahreïn-Merida) et Tom Dumoulin (Team Sunweb), sont considérés comme les favoris du maillot rose, aux côtés de Miguel Ángel López (Astana), Mikel Landa (Movistar Team), Primož Roglič (Jumbo-Visma) et Simon Yates (Mitchelton-Scott). Le Colombien Egan Bernal (Team Ineos) renonce à prendre le départ à cause d'une blessure.
Le champion d'Allemagne Pascal Ackermann (Bora-Hansgrohe), le Français Arnaud Démare (Groupama-FDJ), l'Australien Caleb Ewan (Lotto-Soudal), le Colombien Fernando Gaviria (UAE Team Emirates) et le vainqueur en titre du classement, l'Italien Elia Viviani (Deceuninck-Quick-Step) se disputeront le titre de meilleur sprinteur.

## Déroulement de la course

### Première semaine
La première étape est un contre-la-montre individuel remporté par Primož Roglič dans une arrivée au sommet du Sanctuaire de San Luca, il devient ainsi le premier maillot rose de ce Giro 2019. Les principaux favoris ne perdent pas beaucoup de temps. La deuxième et troisième étape sont pour les sprinteurs, c'est Pascal Ackermann qui s'impose à Fucecchio et Fernando Gaviria à Orbetello (initialement vainqueur, Viviani est déclassé pour sprint dangereux). Le lendemain, dans les derniers kilomètres, une violente chute met à terre de nombreux coureurs dont Tom Dumoulin qui abandonnera le lendemain. C'est finalement Richard Carapaz qui sort vainqueur de cette étape. La cinquième étape se termine une nouvelle fois au sprint et Ackermann remporte sa deuxième victoire. L'étape suivante voit une bataille entre les baroudeurs où c'est Fausto Masnada qui s'impose devant Valerio Conti, qui prend le maillot rose. Comme la veille, un baroudeur s'impose sur cette septième étape et Peio Bilbao décroche le succès. Caleb Ewan s'impose à Pesaro pour la huitième étape. Le contre-le-montre à Saint-Marin voit une nouvelle victoire de Primož Roglič qui repousse ses principaux concurrents assez loin. Après une semaine de course, Valerio Conti porte le maillot rose et possède deux minutes d'avance sur Roglič.

### Deuxième semaine
Les dixième et onzième étapes se terminent par un sprint où s'imposent respectivement le Français Arnaud Démare et l'Australien Caleb Ewan, le premier prenant le maillot cyclamen à Pascal Ackermann qui a chuté à Modène. La douzième étape voit les échappées se jouer la victoire et Cesare Benedetti est le plus fort d'entre-eux, le Slovène Jan Polanc prend lui le maillot rose. Le lendemain, les baroudeurs se jouent encore la victoire et c'est Ilnur Zakarin qui s'impose tandis que les Movistar, Mikel Landa et Richard Carapaz reprennent 1 min 30 s et 1 min 10 s à Primož Roglič. La quatorzième étape est marquée par le Colle San Carlo où l'Équatorien Carapaz attaque et passe au sommet avec 30 secondes d'avance et creuse l'écart dans la descente et dans la montée finale, il remporte l'étape avec plus de 1 min 30 s sur Yates et 1 min 50 s sur les autres favoris et prend par la même occasion le maillot rose. La dernière étape de la semaine est un mini Tour de Lombardie, l'Italien Dario Cataldo s'impose devant Cattaneo après une échappée de plus de 200 km, Yates, Nibali et Carapaz terminent à 15 s après avoir attaqué dans le Civiglio. Le perdant de l'étape est Primož Roglič qui, après un problème mécanique a dû prendre le vélo d'un équipier et a chuté dans la descente et a perdu 40 s sur les autres favoris. À l'issue de la semaine, Carapaz possède le maillot rose avec 47 s d'avance sur Roglič.

### Troisième semaine
La troisième semaine débute par l'étape amenant les coureurs à Ponte di Legno. Les échappés se disputent la victoire et l’étape est remportée par Giulio Ciccone, alors porteur du maillot bleu du grand prix de la montagne. Dans le groupe des favoris, Nibali attaque dans les premiers kilomètres de l'ascension du Mortirolo, rejoint par Carapaz, Landa et López. À l'arrivée, après une descente effectuée dans des conditions météo difficiles, les autres favoris perdent tous plus d'une minute sur ces quatre hommes. L'étape du lendemain est à nouveau remportée par un échappé, le Français Nans Peters qui a réussi à fausser compagnie à ses compagnons d'échappée. La dix-huitième étape qui devait se terminer par un sprint est finalement un mano à mano entre échappés et le peloton qui réussit à revenir dans les derniers mètres sur Denz et Maestri mais pas sur Damiano Cima qui s'impose devant Pascal Ackermann, qui récupère lui le maillot cyclamen et le gardera jusqu'au bout. L'étape suivante est remportée par Esteban Chaves qui est le meilleur des échappés, López reprend 43 s au maillot rose. Lors de la vingtième étape, Nibali, Landa et Carapaz parviennent à revenir sur les échappés et Landa dispute le sprint face à Bilbao mais ce dernier s'impose, Roglič concède 55 s et López perd environ 2 min après avoir été bousculé par un spectateur. La dernière étape est un contre-la-montre remporté par Chad Haga alors que chez les favoris, Roglič réussit à reprendre la troisième place du général pour 8 secondes. Après un défilé dans l'arène de Vérone, Richard Carapaz devient le premier coureur équatorien lauréat d'un grand tour.

## Étapes
| Étape     | Date   | Villes étapes                            | type                        | Distance (km) | Vainqueur d'étape | Leader du classement général |
| --------- | ------ | ---------------------------------------- | --------------------------- | ------------- | ----------------- | ---------------------------- |
| 1re étape | 11 mai | Bologne – sanctuaire Madonna di San Luca | contre-la-montre individuel | 8             | Primož Roglič     | Primož Roglič                |
| 2e étape  | 12 mai | Bologne – Fucecchio                      | étape vallonnée             | 205           | Pascal Ackermann  | Primož Roglič                |
| 3e étape  | 13 mai | Vinci – Orbetello                        | étape de plaine             | 220           | Fernando Gaviria  | Primož Roglič                |
| 4e étape  | 14 mai | Orbetello – Frascati                     | étape de plaine             | 235           | Richard Carapaz   | Primož Roglič                |
| 5e étape  | 15 mai | Frascati – Terracine                     | étape de plaine             | 140           | Pascal Ackermann  | Primož Roglič                |
| 6e étape  | 16 mai | Cassino – San Giovanni Rotondo           | étape vallonnée             | 238           | Fausto Masnada    | Valerio Conti                |
| 7e étape  | 17 mai | Vasto – L'Aquila                         | étape vallonnée             | 185           | Pello Bilbao      | Valerio Conti                |
| 8e étape  | 18 mai | Tortoreto – Pesaro                       | étape vallonnée             | 239           | Caleb Ewan        | Valerio Conti                |
| 9e étape  | 19 mai | Riccione – Saint-Marin                   | contre-la-montre individuel | 34,8          | Primož Roglič     | Valerio Conti                |
|           | 20 mai | Jour de repos                            | Jour de repos               |               |                   |                              |
| 10e étape | 21 mai | Ravenne – Modène                         | étape de plaine             | 145           | Arnaud Démare     | Valerio Conti                |
| 11e étape | 22 mai | Carpi – Novi Ligure                      | étape de plaine             | 221           | Caleb Ewan        | Valerio Conti                |
| 12e étape | 23 mai | Coni – Pignerol                          | étape de moyenne montagne   | 158           | Cesare Benedetti  | Jan Polanc                   |
| 13e étape | 24 mai | Pignerol – Ceresole Reale                | étape de montagne           | 196           | Ilnur Zakarin     | Jan Polanc                   |
| 14e étape | 25 mai | Saint-Vincent – Courmayeur               | étape de montagne           | 131           | Richard Carapaz   | Richard Carapaz              |
| 15e étape | 26 mai | Ivrée – Côme                             | étape de moyenne montagne   | 232           | Dario Cataldo     | Richard Carapaz              |
|           | 27 mai | Jour de repos                            | Jour de repos               |               |                   |                              |
| 16e étape | 28 mai | Lovere – Ponte di Legno                  | étape de montagne           | 194           | Giulio Ciccone    | Richard Carapaz              |
| 17e étape | 29 mai | Commezzadura – Rasun-Anterselva          | étape de moyenne montagne   | 181           | Nans Peters       | Richard Carapaz              |
| 18e étape | 30 mai | Valdaora – Santa Maria di Sala           | étape de plaine             | 222           | Damiano Cima      | Richard Carapaz              |
| 19e étape | 31 mai | Trévise – San Martino di Castrozza       | étape de moyenne montagne   | 151           | Esteban Chaves    | Richard Carapaz              |
| 20e étape | 1 juin | Feltre – Croce d'Aune                    | étape de montagne           | 194           | Pello Bilbao      | Richard Carapaz              |
| 21e étape | 2 juin | Vérone – Vérone                          | contre-la-montre individuel | 17            | Chad Haga         | Richard Carapaz              |

## Classements finals

### Classement général final
| \| Classement général \| Classement général \| Classement général \| Classement général \| Classement général \| \| Coureur \| Coureur \| Pays \| Équipe \| Temps \| \| ------------------ \| ------------------ \| ------------------ \| --------------------------- \| ------------------ \| \| 1er \| Richard Carapaz \| Équateur \| Movistar Team \| 90 h 01 min 47 s \| \| 2e \| Vincenzo Nibali \| Italie \| Bahrain-Merida \| + 1 min 05 s \| \| 3e \| Primož Roglič \| Slovénie \| Team Jumbo-Visma \| + 2 min 30 s \| \| 4e \| Mikel Landa \| Espagne \| Movistar Team \| + 2 min 38 s \| \| 5e \| Bauke Mollema \| Pays-Bas \| Trek-Segafredo \| + 5 min 43 s \| \| 6e \| Rafał Majka \| Pologne \| Bora-Hansgrohe \| + 6 min 56 s \| \| 7e \| Miguel Ángel López \| Colombie \| Astana \| + 7 min 26 s \| \| 8e \| Simon Yates \| Royaume-Uni \| Mitchelton-Scott \| + 7 min 49 s \| \| 9e \| Pavel Sivakov \| Russie \| Team Ineos \| + 8 min 56 s \| \| 10e \| Ilnur Zakarin \| Russie \| Katusha-Alpecin \| + 12 min 14 s \| \| 11e \| Hugh Carthy \| Royaume-Uni \| EF Education First \| + 16 min 36 s \| \| 12e \| Joe Dombrowski \| États-Unis \| EF Education First \| + 20 min 12 s \| \| 13e \| Valentin Madouas \| France \| Groupama-FDJ \| + 21 min 59 s \| \| 14e \| Davide Formolo \| Italie \| Bora-Hansgrohe \| + 22 min 38 s \| \| 15e \| Jan Polanc \| Slovénie \| UAE Team Emirates \| + 22 min 38 s \| \| 16e \| Giulio Ciccone \| Italie \| Trek-Segafredo \| + 27 min 19 s \| \| 17e \| Mikel Nieve \| Espagne \| Mitchelton-Scott \| + 27 min 46 s \| \| 18e \| Tanel Kangert \| Estonie \| EF Education First \| + 30 min 11 s \| \| 19e \| Domenico Pozzovivo \| Italie \| Bahrain-Merida \| + 33 min 40 s \| \| 20e \| Fausto Masnada \| Italie \| Androni Giocattoli-Sidermec \| + 34 min 52 s \| |                    |             |                             |                  |
| |                    |             |                             |                  |
| Source : ProCyclingStats |                    |             |                             |                  |
| Classement général |                    |             |                             |                  |
| Coureur | Coureur            | Pays        | Équipe                      | Temps            |
| 1er | Richard Carapaz    | Équateur    | Movistar Team               | 90 h 01 min 47 s |
| 2e | Vincenzo Nibali    | Italie      | Bahrain-Merida              | + 1 min 05 s     |
| 3e | Primož Roglič      | Slovénie    | Team Jumbo-Visma            | + 2 min 30 s     |
| 4e | Mikel Landa        | Espagne     | Movistar Team               | + 2 min 38 s     |
| 5e | Bauke Mollema      | Pays-Bas    | Trek-Segafredo              | + 5 min 43 s     |
| 6e | Rafał Majka        | Pologne     | Bora-Hansgrohe              | + 6 min 56 s     |
| 7e | Miguel Ángel López | Colombie    | Astana                      | + 7 min 26 s     |
| 8e | Simon Yates        | Royaume-Uni | Mitchelton-Scott            | + 7 min 49 s     |
| 9e | Pavel Sivakov      | Russie      | Team Ineos                  | + 8 min 56 s     |
| 10e | Ilnur Zakarin      | Russie      | Katusha-Alpecin             | + 12 min 14 s    |
| 11e | Hugh Carthy        | Royaume-Uni | EF Education First          | + 16 min 36 s    |
| 12e | Joe Dombrowski     | États-Unis  | EF Education First          | + 20 min 12 s    |
| 13e | Valentin Madouas   | France      | Groupama-FDJ                | + 21 min 59 s    |
| 14e | Davide Formolo     | Italie      | Bora-Hansgrohe              | + 22 min 38 s    |
| 15e | Jan Polanc         | Slovénie    | UAE Team Emirates           | + 22 min 38 s    |
| 16e | Giulio Ciccone     | Italie      | Trek-Segafredo              | + 27 min 19 s    |
| 17e | Mikel Nieve        | Espagne     | Mitchelton-Scott            | + 27 min 46 s    |
| 18e | Tanel Kangert      | Estonie     | EF Education First          | + 30 min 11 s    |
| 19e | Domenico Pozzovivo | Italie      | Bahrain-Merida              | + 33 min 40 s    |
| 20e | Fausto Masnada     | Italie      | Androni Giocattoli-Sidermec | + 34 min 52 s    |

### Classements annexes finals
| Classement par points | Classement par points | Classement par points | Classement par points       | Classement par points |
| Coureur               | Coureur               | Pays                  | Équipe                      | Points                |
| --------------------- | --------------------- | --------------------- | --------------------------- | --------------------- |
| 1er                   | Pascal Ackermann      | Allemagne             | Bora-Hansgrohe              | 226 pts               |
| 2e                    | Arnaud Démare         | France                | Groupama-FDJ                | 213 pts               |
| 3e                    | Damiano Cima          | Italie                | Nippo-Vini Fantini-Faizanè  | 104 pts               |
| 4e                    | Fausto Masnada        | Italie                | Androni Giocattoli-Sidermec | 93 pts                |
| 5e                    | Richard Carapaz       | Équateur              | Movistar Team               | 90 pts                |
| 6e                    | Davide Cimolai        | Italie                | Israel Cycling Academy      | 60 pts                |
| 7e                    | Mirco Maestri         | Italie                | Bardiani CSF                | 54 pts                |
| 8e                    | Vincenzo Nibali       | Italie                | Bahrain-Merida              | 51 pts                |
| 9e                    | Primož Roglič         | Slovénie              | Team Jumbo-Visma            | 50 pts                |
| 10e                   | Pello Bilbao          | Espagne               | Astana                      | 48 pts                |

| Classement par points | Classement par points | Classement par points | Classement par points       | Classement par points |
| Coureur               | Coureur               | Pays                  | Équipe                      | Points                |
| --------------------- | --------------------- | --------------------- | --------------------------- | --------------------- |
| 1er                   | Pascal Ackermann      | Allemagne             | Bora-Hansgrohe              | 226 pts               |
| 2e                    | Arnaud Démare         | France                | Groupama-FDJ                | 213 pts               |
| 3e                    | Damiano Cima          | Italie                | Nippo-Vini Fantini-Faizanè  | 104 pts               |
| 4e                    | Fausto Masnada        | Italie                | Androni Giocattoli-Sidermec | 93 pts                |
| 5e                    | Richard Carapaz       | Équateur              | Movistar Team               | 90 pts                |
| 6e                    | Davide Cimolai        | Italie                | Israel Cycling Academy      | 60 pts                |
| 7e                    | Mirco Maestri         | Italie                | Bardiani CSF                | 54 pts                |
| 8e                    | Vincenzo Nibali       | Italie                | Bahrain-Merida              | 51 pts                |
| 9e                    | Primož Roglič         | Slovénie              | Team Jumbo-Visma            | 50 pts                |
| 10e                   | Pello Bilbao          | Espagne               | Astana                      | 48 pts                |

| Classement de la montagne | Classement de la montagne | Classement de la montagne | Classement de la montagne   | Classement de la montagne |
| Coureur                   | Coureur                   | Pays                      | Équipe                      | Points                    |
| ------------------------- | ------------------------- | ------------------------- | --------------------------- | ------------------------- |
| 1er                       | Giulio Ciccone            | Italie                    | Trek-Segafredo              | 267 pts                   |
| 2e                        | Fausto Masnada            | Italie                    | Androni Giocattoli-Sidermec | 115 pts                   |
| 3e                        | Damiano Caruso            | Italie                    | Bahrain-Merida              | 86 pts                    |
| 4e                        | Richard Carapaz           | Équateur                  | Movistar Team               | 75 pts                    |
| 5e                        | Mikel Nieve               | Espagne                   | Mitchelton-Scott            | 68 pts                    |
| 6e                        | Ilnur Zakarin             | Russie                    | Katusha-Alpecin             | 54 pts                    |
| 7e                        | Mattia Cattaneo           | Italie                    | Androni Giocattoli-Sidermec | 53 pts                    |
| 8e                        | Pello Bilbao              | Espagne                   | Astana                      | 46 pts                    |
| 9e                        | Mikel Landa               | Espagne                   | Movistar Team               | 42 pts                    |
| 10e                       | Gianluca Brambilla        | Italie                    | Trek-Segafredo              | 40 pts                    |

| Classement de la montagne | Classement de la montagne | Classement de la montagne | Classement de la montagne   | Classement de la montagne |
| Coureur                   | Coureur                   | Pays                      | Équipe                      | Points                    |
| ------------------------- | ------------------------- | ------------------------- | --------------------------- | ------------------------- |
| 1er                       | Giulio Ciccone            | Italie                    | Trek-Segafredo              | 267 pts                   |
| 2e                        | Fausto Masnada            | Italie                    | Androni Giocattoli-Sidermec | 115 pts                   |
| 3e                        | Damiano Caruso            | Italie                    | Bahrain-Merida              | 86 pts                    |
| 4e                        | Richard Carapaz           | Équateur                  | Movistar Team               | 75 pts                    |
| 5e                        | Mikel Nieve               | Espagne                   | Mitchelton-Scott            | 68 pts                    |
| 6e                        | Ilnur Zakarin             | Russie                    | Katusha-Alpecin             | 54 pts                    |
| 7e                        | Mattia Cattaneo           | Italie                    | Androni Giocattoli-Sidermec | 53 pts                    |
| 8e                        | Pello Bilbao              | Espagne                   | Astana                      | 46 pts                    |
| 9e                        | Mikel Landa               | Espagne                   | Movistar Team               | 42 pts                    |
| 10e                       | Gianluca Brambilla        | Italie                    | Trek-Segafredo              | 40 pts                    |

| Classement du meilleur jeune | Classement du meilleur jeune | Classement du meilleur jeune | Classement du meilleur jeune | Classement du meilleur jeune |
| Coureur                      | Coureur                      | Pays                         | Équipe                       | Temps                        |
| ---------------------------- | ---------------------------- | ---------------------------- | ---------------------------- | ---------------------------- |
| 1er                          | Miguel Ángel López           | Colombie                     | Astana                       | 90 h 09 min 13 s             |
| 2e                           | Pavel Sivakov                | Russie                       | Team Ineos                   | + 1 min 30 s                 |
| 3e                           | Hugh Carthy                  | Royaume-Uni                  | EF Education First           | + 9 min 10 s                 |
| 4e                           | Valentin Madouas             | France                       | Groupama-FDJ                 | + 14 min 33 s                |
| 5e                           | Giulio Ciccone               | Italie                       | Trek-Segafredo               | + 19 min 53 s                |
| 6e                           | Eddie Dunbar                 | Irlande                      | Team Ineos                   | + 35 min 00 s                |
| 7e                           | Lucas Hamilton               | Australie                    | Mitchelton-Scott             | + 57 min 05 s                |
| 8e                           | Ben O'Connor                 | Australie                    | Dimension Data               | + 1 h 10 min 23 s            |
| 9e                           | Chris Hamilton               | Australie                    | Team Sunweb                  | + 1 h 16 min 36 s            |
| 10e                          | Jai Hindley                  | Australie                    | Team Sunweb                  | + 1 h 20 min 43 s            |

| Classement du meilleur jeune | Classement du meilleur jeune | Classement du meilleur jeune | Classement du meilleur jeune | Classement du meilleur jeune |
| Coureur                      | Coureur                      | Pays                         | Équipe                       | Temps                        |
| ---------------------------- | ---------------------------- | ---------------------------- | ---------------------------- | ---------------------------- |
| 1er                          | Miguel Ángel López           | Colombie                     | Astana                       | 90 h 09 min 13 s             |
| 2e                           | Pavel Sivakov                | Russie                       | Team Ineos                   | + 1 min 30 s                 |
| 3e                           | Hugh Carthy                  | Royaume-Uni                  | EF Education First           | + 9 min 10 s                 |
| 4e                           | Valentin Madouas             | France                       | Groupama-FDJ                 | + 14 min 33 s                |
| 5e                           | Giulio Ciccone               | Italie                       | Trek-Segafredo               | + 19 min 53 s                |
| 6e                           | Eddie Dunbar                 | Irlande                      | Team Ineos                   | + 35 min 00 s                |
| 7e                           | Lucas Hamilton               | Australie                    | Mitchelton-Scott             | + 57 min 05 s                |
| 8e                           | Ben O'Connor                 | Australie                    | Dimension Data               | + 1 h 10 min 23 s            |
| 9e                           | Chris Hamilton               | Australie                    | Team Sunweb                  | + 1 h 16 min 36 s            |
| 10e                          | Jai Hindley                  | Australie                    | Team Sunweb                  | + 1 h 20 min 43 s            |

| Classement par équipes | Classement par équipes      | Classement par équipes | Classement par équipes |
| Équipe                 | Équipe                      | Pays                   | Temps                  |
| ---------------------- | --------------------------- | ---------------------- | ---------------------- |
| 1re                    | Movistar Team               | Espagne                | 270 h 44 min 14 s      |
| 2e                     | Astana                      | Kazakhstan             | + 17 min 36 s          |
| 3e                     | Bahrain-Merida              | Bahreïn                | + 18 min 31 s          |
| 4e                     | EF Education First          | États-Unis             | + 25 min 35 s          |
| 5e                     | Mitchelton-Scott            | Australie              | + 30 min 56 s          |
| 6e                     | Ineos                       | Royaume-Uni            | + 37 min 36 s          |
| 7e                     | Trek-Segafredo              | États-Unis             | + 1 h 11 min 03 s      |
| 8e                     | Bora-hansgrohe              | Allemagne              | + 1 h 37 min 39 s      |
| 9e                     | Androni Giocattoli-Sidermec | Italie                 | + 1 h 37 min 39 s      |
| 10e                    | Team Jumbo-Visma            | Pays-Bas               | + 2 h 07 min 26 s      |

| Classement par équipes | Classement par équipes      | Classement par équipes | Classement par équipes |
| Équipe                 | Équipe                      | Pays                   | Temps                  |
| ---------------------- | --------------------------- | ---------------------- | ---------------------- |
| 1re                    | Movistar Team               | Espagne                | 270 h 44 min 14 s      |
| 2e                     | Astana                      | Kazakhstan             | + 17 min 36 s          |
| 3e                     | Bahrain-Merida              | Bahreïn                | + 18 min 31 s          |
| 4e                     | EF Education First          | États-Unis             | + 25 min 35 s          |
| 5e                     | Mitchelton-Scott            | Australie              | + 30 min 56 s          |
| 6e                     | Ineos                       | Royaume-Uni            | + 37 min 36 s          |
| 7e                     | Trek-Segafredo              | États-Unis             | + 1 h 11 min 03 s      |
| 8e                     | Bora-hansgrohe              | Allemagne              | + 1 h 37 min 39 s      |
| 9e                     | Androni Giocattoli-Sidermec | Italie                 | + 1 h 37 min 39 s      |
| 10e                    | Team Jumbo-Visma            | Pays-Bas               | + 2 h 07 min 26 s      |

#### Autres classements
- Classement des sprints intermédiaires :  Fausto Masnada (88 points)
- Classement de la combativité :  Fausto Masnada (74 points)
- Classement Fuga Pinarello :  Damiano Cima (932 points)
- Cima Coppi :  Fausto Masnada
- Cima Pantani :  Giulio Ciccone

### Classements UCI
La course attribue des points au Classement mondial UCI 2019 selon le barème suivant :
| Position                   | 1er | 2e  | 3e  | 4e  | 5e  | 6e  | 7e  | 8e  | 9e  | 10e | 11e | 12e | 13e | 14e | 15e | 16e | 17e | 18e | 19e | 20e | 21e à 25e | 26e à 30e | 31e à 40e | 41e à 50e | 51e à 55e | 56e à 60e |
| -------------------------- | --- | --- | --- | --- | --- | --- | --- | --- | --- | --- | --- | --- | --- | --- | --- | --- | --- | --- | --- | --- | --------- | --------- | --------- | --------- | --------- | --------- |
| Classement général         | 850 | 680 | 575 | 460 | 380 | 320 | 260 | 220 | 180 | 140 | 120 | 100 | 84  | 68  | 60  | 56  | 52  | 48  | 44  | 40  | 32        | 24        | 20        | 16        | 12        | 8         |
| Par étapes                 | 100 | 40  | 20  | 12  | 4   |     |     |     |     |     |     |     |     |     |     |     |     |     |     |     |           |           |           |           |           |           |
| Classements finaux annexes | 100 | 40  | 20  |     |     |     |     |     |     |     |     |     |     |     |     |     |     |     |     |     |           |           |           |           |           |           |
| Leader par étapes          | 20  |     |     |     |     |     |     |     |     |     |     |     |     |     |     |     |     |     |     |     |           |           |           |           |           |           |

## Évolution des classements

### Règlements
Le classement général, dont le leader porte le maillot rose, s'établit en additionnant les temps réalisés à chaque étape, puis en ôtant d'éventuelles bonifications (10, 6 et 4 secondes à l'arrivée des étapes en ligne et 3, 2 et 1 secondes au second sprint intermédiaire de chaque étape). En cas d'égalité, les critères de départage, dans l'ordre, sont : centièmes de seconde enregistrés lors des contre-la-montre, addition des places obtenues lors de chaque étape, place obtenue lors de la dernière étape. Ce classement est le plus important de la course et le gagnant est le vainqueur du Giro.
Le leader du classement par points porte le maillot cyclamen. Pour la quatrième année consécutive, la répartition des points est différente selon le type d'étape. Ainsi, le classement par points est établi en fonction du barème suivant :
- Pour les arrivées des étapes dites « sans difficulté » ou de « basse difficulté » : 50 points, 35, 25, 18, 14, 12, 10, 8, 7, 6, 5, 4, 3, 2, 1 point pour les 15 premiers coureurs classés ;
- Pour les arrivées des étapes dites de « moyenne difficulté » : 25 points, 18, 12, 8, 6, 5, 4, 3, 2, 1 point pour les 10 premiers coureurs classés ;
- Pour les arrivées des étapes dites de « haute montagne » et les contre-la-montre individuels : 15 points, 12, 9, 7, 6, 5, 4, 3, 2 et 1 point pour les 10 premiers coureurs classés ;
- Pour les premiers sprints intermédiaires de chaque étape : 12, 8, 6, 5, 4, 3, 2 et 1 point pour les 8 premiers coureurs classés.

En cas d'égalité de points, les critères de départage, dans l'ordre, sont : nombre de victoires d'étape, nombre de sprints intermédiaires, classement général.
Le classement de la montagne, dont le leader porte le maillot bleu (maillot azzuro), change dans la répartition des points. Le nombre de catégories reste le même. Ainsi, le classement par points est établi en fonction du barème suivant :
- Pour l'ascension dite Cima Coppi : 50, 30, 20, 14, 10, 6, 4, 2 et 1 point pour les 9 premiers coureurs classés ;
- Pour les ascensions de 1re catégorie : 40, 18, 12, 9, 6, 4, 2 et 1 point pour les 8 premiers coureurs classés ;
- Pour les ascensions de 2e catégorie : 18, 8, 6, 4, 2 et 1 point pour les 6 premiers coureurs classés ;
- Pour les ascensions de 3e catégorie : 9, 4, 2 et 1 point pour les 4 premiers coureurs classés ;
- Pour les ascensions de 4e catégorie : 3, 2 et 1 point pour les 3 premiers coureurs classés.

En cas d'égalité de points, les critères de départage, dans l'ordre, sont : nombre de premières places dans la Cima Coppi, les ascensions de 1re, de 2, de 3e, puis de 4e catégorie, et le classement général.
Le classement du meilleur jeune, dont le leader porte le maillot blanc, est le classement général des coureurs nés après le 1er janvier 1994.
Il existe également un classement pour les équipes. Le classement par équipes de l'étape est l'addition des trois meilleurs temps individuels de chaque équipe, sauf lors du contre-la-montre par équipes, où l'on prend le temps de l'équipe. En cas d'égalité, les critères de départage, dans l'ordre, sont : addition des places des 3 premiers coureurs des équipes concernées, place du meilleur coureur sur l'étape. Calculer le classement par équipes revient à additionner les classements par équipes de chaque étape. En cas d'égalité, les critères de départage, dans l'ordre, sont : nombre de premières places dans le classement par équipes du jour, nombre de deuxièmes places dans le classement par équipes du jour, etc., place au classement général du meilleur coureur des équipes concernées.

### Suivi étape par étape
| Étape              | Vainqueur          | Classement général | Classement par points | Classement de la montagne | Classement du meilleur jeune | Classement par équipes      |
| ------------------ | ------------------ | ------------------ | --------------------- | ------------------------- | ---------------------------- | --------------------------- |
| 1                  | Primož Roglič      | Primož Roglič      | Primož Roglič         | Giulio Ciccone            | Miguel Ángel López           | Jumbo-Visma                 |
| 2                  | Pascal Ackermann   | Primož Roglič      | Pascal Ackermann      | Giulio Ciccone            | Miguel Ángel López           | Jumbo-Visma                 |
| 3                  | Fernando Gaviria   | Primož Roglič      | Fernando Gaviria      | Giulio Ciccone            | Miguel Ángel López           | Jumbo-Visma                 |
| 4                  | Richard Carapaz    | Primož Roglič      | Pascal Ackermann      | Giulio Ciccone            | Miguel Ángel López           | Bora-Hansgrohe              |
| 5                  | Pascal Ackermann   | Primož Roglič      | Pascal Ackermann      | Giulio Ciccone            | Miguel Ángel López           | Bora-Hansgrohe              |
| 6                  | Fausto Masnada     | Valerio Conti      | Pascal Ackermann      | Giulio Ciccone            | Giovanni Carboni             | Movistar                    |
| 7                  | Pello Bilbao       | Valerio Conti      | Pascal Ackermann      | Giulio Ciccone            | Giovanni Carboni             | Movistar                    |
| 8                  | Caleb Ewan         | Valerio Conti      | Pascal Ackermann      | Giulio Ciccone            | Giovanni Carboni             | Movistar                    |
| 9                  | Primož Roglič      | Valerio Conti      | Pascal Ackermann      | Giulio Ciccone            | Nans Peters                  | Movistar                    |
| 10                 | Arnaud Démare      | Valerio Conti      | Pascal Ackermann      | Giulio Ciccone            | Nans Peters                  | Movistar                    |
| 11                 | Caleb Ewan         | Valerio Conti      | Arnaud Démare         | Giulio Ciccone            | Nans Peters                  | Movistar                    |
| 12                 | Cesare Benedetti   | Jan Polanc         | Arnaud Démare         | Gianluca Brambilla        | Hugh Carthy                  | Androni Giocattoli-Sidermec |
| 13                 | Ilnur Zakarin      | Jan Polanc         | Arnaud Démare         | Giulio Ciccone            | Pavel Sivakov                | Movistar                    |
| 14                 | Richard Carapaz    | Richard Carapaz    | Arnaud Démare         | Giulio Ciccone            | Pavel Sivakov                | Movistar                    |
| 15                 | Dario Cataldo      | Richard Carapaz    | Arnaud Démare         | Giulio Ciccone            | Pavel Sivakov                | Movistar                    |
| 16                 | Giulio Ciccone     | Richard Carapaz    | Arnaud Démare         | Giulio Ciccone            | Miguel Ángel López           | Movistar                    |
| 17                 | Nans Peters        | Richard Carapaz    | Arnaud Démare         | Giulio Ciccone            | Miguel Ángel López           | Movistar                    |
| 18                 | Damiano Cima       | Richard Carapaz    | Pascal Ackermann      | Giulio Ciccone            | Miguel Ángel López           | Movistar                    |
| 19                 | Esteban Chaves     | Richard Carapaz    | Pascal Ackermann      | Giulio Ciccone            | Miguel Ángel López           | Movistar                    |
| 20                 | Pello Bilbao       | Richard Carapaz    | Pascal Ackermann      | Giulio Ciccone            | Miguel Ángel López           | Movistar                    |
| 21                 | Chad Haga          | Richard Carapaz    | Pascal Ackermann      | Giulio Ciccone            | Miguel Ángel López           | Movistar                    |
| Classements finals | Classements finals | Richard Carapaz    | Pascal Ackermann      | Giulio Ciccone            | Miguel Ángel López           | Movistar                    |

## Médiatisation
En France, la course est retransmise pour la troisième année consécutive sur la chaîne l'Équipe.

## Liste des participants
| Légende                             | Légende                                                                                                  | Légende                                | Légende                                                                                         |
| ----------------------------------- | --- | -------------------------------------- | ----------------------------------------------------------------------------------------------- |
| Num                                 | Dossard de départ porté par le coureur sur ce Tour d'Italie                                              | Pos                                    | Position finale au classement général                                                           |
| Leader du classement général        | Indique le vainqueur du classement général                                                               | Leader du classement par points        | Indique le vainqueur du classement par points                                                   |
| Leader du classement de la montagne | Indique le vainqueur du classement de la montagne                                                        | Leader du classement du meilleur jeune | Indique le vainqueur du classement du meilleur jeune                                            |
|                                     | Indique un maillot de champion national ou mondial, suivi de sa spécialité                               | #                                      | Indique la meilleure équipe aux temps                                                           |
| NP                                  | Indique un coureur qui n'a pas pris le départ d'une étape, suivi du numéro de l'étape où il s'est retiré | AB                                     | Indique un coureur qui n'a pas terminé une étape, suivi du numéro de l'étape où il s'est retiré |
| HD                                  | Indique un coureur qui a terminé une étape hors des délais, suivi du numéro de l'étape                   | EX                                     | Coureur exclu pour non-respect du règlement, suivi du numéro de l'étape                         |
| *                                   | Indique un coureur en lice pour le classement du meilleur jeune (coureurs nés après le 1er janvier 1994) |                                        |                                                                                                 |

| Movistar Team MOV | Movistar Team MOV        | Movistar Team MOV |
| ----------------- | ------------------------ | ----------------- |
| Num               | Coureur                  | Pos               |
| 1                 | Mikel Landa (ESP)        | 4e                |
| 2                 | Andrey Amador (CRC)      | 39e               |
| 3                 | Richard Carapaz (ECU)    | 1er               |
| 4                 | Héctor Carretero (ESP)   | 88e               |
| 5                 | Lluís Mas (ESP)          | 126e              |
| 6                 | Antonio Pedrero (ESP)    | 46e               |
| 7                 | José Joaquín Rojas (ESP) | 50e               |
| 8                 | Jasha Sütterlin (GER)    | 120e              |

| AG2R La Mondiale ALM | AG2R La Mondiale ALM    | AG2R La Mondiale ALM |
| -------------------- | ----------------------- | -------------------- |
| Num                  | Coureur                 | Pos                  |
| 11                   | Tony Gallopin (FRA)     | AB-16                |
| 12                   | François Bidard (FRA)   | 30e                  |
| 13                   | Nico Denz (GER)         | 124e                 |
| 14                   | Hubert Dupont (FRA)     | 47e                  |
| 15                   | Ben Gastauer (LUX)      | 79e                  |
| 16                   | Nans Peters (FRA)       | 61e                  |
| 17                   | Lawrence Warbasse (USA) | 52e                  |
| 18                   | Alexis Vuillermoz (FRA) | 29e                  |

| Androni Giocattoli-Sidermec ANS | Androni Giocattoli-Sidermec ANS | Androni Giocattoli-Sidermec ANS |
| ------------------------------- | ------------------------------- | ------------------------------- |
| Num                             | Coureur                         | Pos                             |
| 21                              | Francesco Gavazzi (ITA)         | 58e                             |
| 22                              | Manuel Belletti (ITA)           | 109e                            |
| 23                              | Mattia Cattaneo (ITA)           | 28e                             |
| 24                              | Miguel Flórez (COL)             | 72e                             |
| 25                              | Marco Frapporti (ITA)           | 81e                             |
| 26                              | Fausto Masnada (ITA)            | 20e                             |
| 27                              | Matteo Montaguti (ITA)          | 53e                             |
| 28                              | Andrea Vendrame (ITA)           | 55e                             |

| Astana AST | Astana AST               | Astana AST |
| ---------- | ------------------------ | ---------- |
| Num        | Coureur                  | Pos        |
| 31         | Miguel Ángel López (COL) | 7e         |
| 32         | Pello Bilbao (ESP)       | 31e        |
| 33         | Manuele Boaro (ITA)      | 90e        |
| 34         | Dario Cataldo (ITA)      | 48e        |
| 35         | Jan Hirt (CZE)           | 27e        |
| 36         | Ion Izagirre (ESP)       | 36e        |
| 37         | Davide Villella (ITA)    | 60e        |
| 38         | Andrey Zeits (KAZ)       | 26e        |

| Bahrain-Merida TBM | Bahrain-Merida TBM       | Bahrain-Merida TBM |
| ------------------ | ------------------------ | ------------------ |
| Num                | Coureur                  | Pos                |
| 41                 | Vincenzo Nibali (ITA)    | 2e                 |
| 42                 | Valerio Agnoli (ITA)     | 93e                |
| 43                 | Grega Bole (SLO)         | 110e               |
| 44                 | Damiano Caruso (ITA)     | 23e                |
| 45                 | Andrea Garosio (ITA)     | 98e                |
| 46                 | Kristjan Koren (SLO)     | NP-5               |
| 47                 | Antonio Nibali (ITA)     | 76e                |
| 48                 | Domenico Pozzovivo (ITA) | 19e                |

| Bardiani CSF BRD | Bardiani CSF BRD       | Bardiani CSF BRD |
| ---------------- | ---------------------- | ---------------- |
| Num              | Coureur                | Pos              |
| 51               | Enrico Barbin (ITA)    | AB-14            |
| 52               | Giovanni Carboni (ITA) | 57e              |
| 53               | Luca Covili (ITA)      | 84e              |
| 54               | Mirco Maestri (ITA)    | 103e             |
| 55               | Umberto Orsini (ITA)   | NP-9             |
| 56               | Lorenzo Rota (ITA)     | 85e              |
| 57               | Manuel Senni (ITA)     | 59e              |
| 58               | Paolo Simion (ITA)     | 140e             |

| Bora-Hansgrohe BOH | Bora-Hansgrohe BOH             | Bora-Hansgrohe BOH |
| ------------------ | ------------------------------ | ------------------ |
| Num                | Coureur                        | Pos                |
| 61                 | Rafał Majka (POL)              | 6e                 |
| 62                 | Pascal Ackermann (GER) (route) | 122e               |
| 63                 | Cesare Benedetti (ITA)         | 74e                |
| 64                 | Davide Formolo (ITA)           | 14e                |
| 65                 | Jay McCarthy (AUS)             | 62e                |
| 66                 | Paweł Poljański (POL)          | 89e                |
| 67                 | Michael Schwarzmann (GER)      | 114e               |
| 68                 | Rüdiger Selig (GER)            | 127e               |

| CCC Team CCC | CCC Team CCC             | CCC Team CCC |
| ------------ | ------------------------ | ------------ |
| Num          | Coureur                  | Pos          |
| 71           | Amaro Antunes (POR)      | 54e          |
| 72           | Josef Černý (CZE)        | 115e         |
| 73           | Víctor de la Parte (ESP) | 21e          |
| 74           | Kamil Gradek (POL)       | 129e         |
| 75           | Jakub Mareczko (ITA)     | HD-12        |
| 76           | Łukasz Owsian (POL)      | 73e          |
| 77           | Laurens ten Dam (NED)    | AB-6         |
| 78           | Francisco Ventoso (ESP)  | 87e          |

| Deceuninck-Quick Step DQT | Deceuninck-Quick Step DQT  | Deceuninck-Quick Step DQT |
| ------------------------- | -------------------------- | ------------------------- |
| Num                       | Coureur                    | Pos                       |
| 81                        | Elia Viviani (ITA) (route) | NP-12                     |
| 82                        | Eros Capecchi (ITA)        | 37e                       |
| 83                        | Mikkel Honoré (DEN)        | 101e                      |
| 84                        | Bob Jungels (LUX) (route)  | 33e                       |
| 85                        | James Knox (GBR)           | NP-13                     |
| 86                        | Fabio Sabatini (ITA)       | 92e                       |
| 87                        | Florian Sénéchal (FRA)     | AB-20                     |
| 88                        | Pieter Serry (BEL)         | 38e                       |

| EF Education First EF1 | EF Education First EF1 | EF Education First EF1 |
| ---------------------- | ---------------------- | ---------------------- |
| Num                    | Coureur                | Pos                    |
| 91                     | Sacha Modolo (ITA)     | AB-7                   |
| 92                     | Sean Bennett (USA)     | 106e                   |
| 93                     | Matti Breschel (DEN)   | AB-4                   |
| 94                     | Nathan Brown (USA)     | 67e                    |
| 95                     | Jonathan Caicedo (ECU) | 108e                   |
| 96                     | Hugh Carthy (GBR)      | 11e                    |
| 97                     | Joe Dombrowski (USA)   | 12e                    |
| 98                     | Tanel Kangert (EST)    | 18e                    |

| Groupama-FDJ GFC | Groupama-FDJ GFC          | Groupama-FDJ GFC |
| ---------------- | ------------------------- | ---------------- |
| Num              | Coureur                   | Pos              |
| 101              | Arnaud Démare (FRA)       | 123e             |
| 102              | Jacopo Guarnieri (ITA)    | 132e             |
| 103              | Ignatas Konovalovas (LTU) | AB-13            |
| 104              | Olivier Le Gac (FRA)      | 112e             |
| 105              | Tobias Ludvigsson (SWE)   | 82e              |
| 106              | Valentin Madouas (FRA)    | 13e              |
| 107              | Miles Scotson (AUS)       | 138e             |
| 109              | Ramon Sinkeldam (NED)     | 133e             |

| Israel Cycling Academy ICA | Israel Cycling Academy ICA | Israel Cycling Academy ICA |
| -------------------------- | -------------------------- | -------------------------- |
| Num                        | Coureur                    | Pos                        |
| 111                        | Davide Cimolai (ITA)       | 130e                       |
| 112                        | Awet Gebremedhin (ERI)     | 128e                       |
| 113                        | Guillaume Boivin (CAN)     | 125e                       |
| 114                        | Conor Dunne (IRL)          | 135e                       |
| 115                        | Krists Neilands (LAT)      | 100e                       |
| 116                        | Rubén Plaza (ESP)          | 71e                        |
| 117                        | Guy Niv (ISR)              | 113e                       |
| 118                        | Kristian Sbaragli (ITA)    | 77e                        |

| Lotto-Soudal LTS | Lotto-Soudal LTS         | Lotto-Soudal LTS |
| ---------------- | ------------------------ | ---------------- |
| Num              | Coureur                  | Pos              |
| 121              | Caleb Ewan (AUS)         | NP-12            |
| 122              | Victor Campenaerts (BEL) | 111e             |
| 123              | Jasper De Buyst (BEL)    | AB-15            |
| 124              | Thomas De Gendt (BEL)    | 51e              |
| 125              | Adam Hansen (AUS)        | 68e              |
| 126              | Roger Kluge (GER)        | NP-13            |
| 127              | Jelle Vanendert (BEL)    | AB-5             |
| 128              | Tosh Van der Sande (BEL) | 64e              |

| Mitchelton-Scott MTS | Mitchelton-Scott MTS          | Mitchelton-Scott MTS |
| -------------------- | ----------------------------- | -------------------- |
| Num                  | Coureur                       | Pos                  |
| 131                  | Simon Yates (GBR)             | 8e                   |
| 132                  | Jack Bauer (NZL)              | 95e                  |
| 133                  | Brent Bookwalter (USA)        | NP-16                |
| 134                  | Esteban Chaves (COL)          | 40e                  |
| 135                  | Luke Durbridge (AUS)          | 78e                  |
| 136                  | Lucas Hamilton (AUS)          | 25e                  |
| 137                  | Christopher Juul Jensen (DEN) | 70e                  |
| 138                  | Mikel Nieve (ESP)             | 17e                  |

| Nippo-Vini Fantini-Faizanè NIP | Nippo-Vini Fantini-Faizanè NIP | Nippo-Vini Fantini-Faizanè NIP |
| ------------------------------ | ------------------------------ | ------------------------------ |
| Num                            | Coureur                        | Pos                            |
| 141                            | Marco Canola (ITA)             | 107e                           |
| 142                            | Damiano Cima (ITA)             | 137e                           |
| 143                            | Nicola Bagioli (ITA)           | AB-16                          |
| 144                            | Juan José Lobato (ESP)         | 134e                           |
| 145                            | Giovanni Lonardi (ITA)         | AB-13                          |
| 146                            | Hiroki Nishimura (JPN)         | HD-1                           |
| 147                            | Sho Hatsuyama (JPN)            | 142e                           |
| 148                            | Ivan Santaromita (ITA)         | 102e                           |

| Dimension Data TDD | Dimension Data TDD            | Dimension Data TDD |
| ------------------ | ----------------------------- | ------------------ |
| Num                | Coureur                       | Pos                |
| 151                | Ben O'Connor (AUS)            | 32e                |
| 152                | Scott Davies (GBR)            | 118e               |
| 153                | Enrico Gasparotto (ITA)       | 69e                |
| 154                | Amanuel Ghebreigzabhier (ERI) | 45e                |
| 155                | Ryan Gibbons (RSA)            | 91e                |
| 156                | Giacomo Nizzolo (ITA)         | NP-13              |
| 157                | Mark Renshaw (AUS)            | AB-13              |
| 158                | Danilo Wyss (SUI)             | 83e                |

| Team Ineos INS | Team Ineos INS           | Team Ineos INS |
| -------------- | ------------------------ | -------------- |
| Num            | Coureur                  | Pos            |
| 161            | Pavel Sivakov (RUS)      | 9e             |
| 162            | Eddie Dunbar (IRL)       | 22e            |
| 163            | Tao Geoghegan Hart (GBR) | AB-13          |
| 164            | Sebastián Henao (COL)    | 24e            |
| 165            | Christian Knees (GER)    | 96e            |
| 166            | Jhonatan Narváez (ECU)   | 80e            |
| 167            | Salvatore Puccio (ITA)   | 86e            |
| 168            | Iván Sosa (COL)          | 44e            |

| Team Jumbo-Visma TJV | Team Jumbo-Visma TJV  | Team Jumbo-Visma TJV |
| -------------------- | --------------------- | -------------------- |
| Num                  | Coureur               | Pos                  |
| 171                  | Primož Roglič (SLO)   | 3e                   |
| 172                  | Koen Bouwman (NED)    | 41e                  |
| 173                  | Laurens De Plus (BEL) | AB-7                 |
| 174                  | Sepp Kuss (USA)       | 56e                  |
| 175                  | Tom Leezer (NED)      | 119e                 |
| 176                  | Paul Martens (GER)    | 75e                  |
| 177                  | Antwan Tolhoek (NED)  | 65e                  |
| 178                  | Jos van Emden (NED)   | 104e                 |

| Katusha-Alpecin TKA | Katusha-Alpecin TKA          | Katusha-Alpecin TKA |
| ------------------- | ---------------------------- | ------------------- |
| Num                 | Coureur                      | Pos                 |
| 181                 | Ilnur Zakarin (RUS)          | 10e                 |
| 182                 | Enrico Battaglin (ITA)       | 66e                 |
| 183                 | Jenthe Biermans (BEL)        | 117e                |
| 184                 | Marco Haller (AUT)           | 116e                |
| 185                 | Reto Hollenstein (SUI)       | 94e                 |
| 186                 | Viatcheslav Kouznetsov (RUS) | AB-17               |
| 187                 | Daniel Navarro (ESP)         | AB-4                |
| 188                 | Dmitri Strakhov (RUS)        | 121e                |

| Team Sunweb SUN | Team Sunweb SUN      | Team Sunweb SUN |
| --------------- | -------------------- | --------------- |
| Num             | Coureur              | Pos             |
| 191             | Tom Dumoulin (NED)   | AB-5            |
| 192             | Jan Bakelants (BEL)  | 43e             |
| 193             | Chad Haga (USA)      | 105e            |
| 194             | Chris Hamilton (AUS) | 34e             |
| 195             | Jai Hindley (AUS)    | 35e             |
| 196             | Sam Oomen (NED)      | AB-14           |
| 197             | Robert Power (AUS)   | AB-6            |
| 198             | Louis Vervaeke (BEL) | AB-13           |

| Trek-Segafredo TFS | Trek-Segafredo TFS       | Trek-Segafredo TFS |
| ------------------ | ------------------------ | ------------------ |
| Num                | Coureur                  | Pos                |
| 201                | Bauke Mollema (NED)      | 5e                 |
| 202                | Gianluca Brambilla (ITA) | 49e                |
| 203                | Giulio Ciccone (ITA)     | 16e                |
| 204                | William Clarke (AUS)     | 141e               |
| 205                | Nicola Conci (ITA)       | 63e                |
| 206                | Michael Gogl (AUT)       | 97e                |
| 207                | Markel Irizar (ESP)      | 136e               |
| 208                | Matteo Moschetti (ITA)   | NP-11              |

| UAE Team Emirates UAD | UAE Team Emirates UAD  | UAE Team Emirates UAD |
| --------------------- | ---------------------- | --------------------- |
| Num                   | Coureur                | Pos                   |
| 211                   | Fernando Gaviria (COL) | AB-7                  |
| 212                   | Tom Bohli (SUI)        | 139e                  |
| 213                   | Simone Consonni (ITA)  | 131e                  |
| 214                   | Valerio Conti (ITA)    | NP-18                 |
| 215                   | Marco Marcato (ITA)    | 99e                   |
| 216                   | Sebastián Molano (COL) | NP-4                  |
| 217                   | Jan Polanc (SLO)       | 15e                   |
| 218                   | Diego Ulissi (ITA)     | 42e                   |

| Movistar Team MOV | Movistar Team MOV        | Movistar Team MOV |
| ----------------- | ------------------------ | ----------------- |
| Num               | Coureur                  | Pos               |
| 1                 | Mikel Landa (ESP)        | 4e                |
| 2                 | Andrey Amador (CRC)      | 39e               |
| 3                 | Richard Carapaz (ECU)    | 1er               |
| 4                 | Héctor Carretero (ESP)   | 88e               |
| 5                 | Lluís Mas (ESP)          | 126e              |
| 6                 | Antonio Pedrero (ESP)    | 46e               |
| 7                 | José Joaquín Rojas (ESP) | 50e               |
| 8                 | Jasha Sütterlin (GER)    | 120e              |

| AG2R La Mondiale ALM | AG2R La Mondiale ALM    | AG2R La Mondiale ALM |
| -------------------- | ----------------------- | -------------------- |
| Num                  | Coureur                 | Pos                  |
| 11                   | Tony Gallopin (FRA)     | AB-16                |
| 12                   | François Bidard (FRA)   | 30e                  |
| 13                   | Nico Denz (GER)         | 124e                 |
| 14                   | Hubert Dupont (FRA)     | 47e                  |
| 15                   | Ben Gastauer (LUX)      | 79e                  |
| 16                   | Nans Peters (FRA)       | 61e                  |
| 17                   | Lawrence Warbasse (USA) | 52e                  |
| 18                   | Alexis Vuillermoz (FRA) | 29e                  |

| Androni Giocattoli-Sidermec ANS | Androni Giocattoli-Sidermec ANS | Androni Giocattoli-Sidermec ANS |
| ------------------------------- | ------------------------------- | ------------------------------- |
| Num                             | Coureur                         | Pos                             |
| 21                              | Francesco Gavazzi (ITA)         | 58e                             |
| 22                              | Manuel Belletti (ITA)           | 109e                            |
| 23                              | Mattia Cattaneo (ITA)           | 28e                             |
| 24                              | Miguel Flórez (COL)             | 72e                             |
| 25                              | Marco Frapporti (ITA)           | 81e                             |
| 26                              | Fausto Masnada (ITA)            | 20e                             |
| 27                              | Matteo Montaguti (ITA)          | 53e                             |
| 28                              | Andrea Vendrame (ITA)           | 55e                             |

| Astana AST | Astana AST               | Astana AST |
| ---------- | ------------------------ | ---------- |
| Num        | Coureur                  | Pos        |
| 31         | Miguel Ángel López (COL) | 7e         |
| 32         | Pello Bilbao (ESP)       | 31e        |
| 33         | Manuele Boaro (ITA)      | 90e        |
| 34         | Dario Cataldo (ITA)      | 48e        |
| 35         | Jan Hirt (CZE)           | 27e        |
| 36         | Ion Izagirre (ESP)       | 36e        |
| 37         | Davide Villella (ITA)    | 60e        |
| 38         | Andrey Zeits (KAZ)       | 26e        |

| Bahrain-Merida TBM | Bahrain-Merida TBM       | Bahrain-Merida TBM |
| ------------------ | ------------------------ | ------------------ |
| Num                | Coureur                  | Pos                |
| 41                 | Vincenzo Nibali (ITA)    | 2e                 |
| 42                 | Valerio Agnoli (ITA)     | 93e                |
| 43                 | Grega Bole (SLO)         | 110e               |
| 44                 | Damiano Caruso (ITA)     | 23e                |
| 45                 | Andrea Garosio (ITA)     | 98e                |
| 46                 | Kristjan Koren (SLO)     | NP-5               |
| 47                 | Antonio Nibali (ITA)     | 76e                |
| 48                 | Domenico Pozzovivo (ITA) | 19e                |

| Bardiani CSF BRD | Bardiani CSF BRD       | Bardiani CSF BRD |
| ---------------- | ---------------------- | ---------------- |
| Num              | Coureur                | Pos              |
| 51               | Enrico Barbin (ITA)    | AB-14            |
| 52               | Giovanni Carboni (ITA) | 57e              |
| 53               | Luca Covili (ITA)      | 84e              |
| 54               | Mirco Maestri (ITA)    | 103e             |
| 55               | Umberto Orsini (ITA)   | NP-9             |
| 56               | Lorenzo Rota (ITA)     | 85e              |
| 57               | Manuel Senni (ITA)     | 59e              |
| 58               | Paolo Simion (ITA)     | 140e             |

| Bora-Hansgrohe BOH | Bora-Hansgrohe BOH             | Bora-Hansgrohe BOH |
| ------------------ | ------------------------------ | ------------------ |
| Num                | Coureur                        | Pos                |
| 61                 | Rafał Majka (POL)              | 6e                 |
| 62                 | Pascal Ackermann (GER) (route) | 122e               |
| 63                 | Cesare Benedetti (ITA)         | 74e                |
| 64                 | Davide Formolo (ITA)           | 14e                |
| 65                 | Jay McCarthy (AUS)             | 62e                |
| 66                 | Paweł Poljański (POL)          | 89e                |
| 67                 | Michael Schwarzmann (GER)      | 114e               |
| 68                 | Rüdiger Selig (GER)            | 127e               |

| CCC Team CCC | CCC Team CCC             | CCC Team CCC |
| ------------ | ------------------------ | ------------ |
| Num          | Coureur                  | Pos          |
| 71           | Amaro Antunes (POR)      | 54e          |
| 72           | Josef Černý (CZE)        | 115e         |
| 73           | Víctor de la Parte (ESP) | 21e          |
| 74           | Kamil Gradek (POL)       | 129e         |
| 75           | Jakub Mareczko (ITA)     | HD-12        |
| 76           | Łukasz Owsian (POL)      | 73e          |
| 77           | Laurens ten Dam (NED)    | AB-6         |
| 78           | Francisco Ventoso (ESP)  | 87e          |

| Deceuninck-Quick Step DQT | Deceuninck-Quick Step DQT  | Deceuninck-Quick Step DQT |
| ------------------------- | -------------------------- | ------------------------- |
| Num                       | Coureur                    | Pos                       |
| 81                        | Elia Viviani (ITA) (route) | NP-12                     |
| 82                        | Eros Capecchi (ITA)        | 37e                       |
| 83                        | Mikkel Honoré (DEN)        | 101e                      |
| 84                        | Bob Jungels (LUX) (route)  | 33e                       |
| 85                        | James Knox (GBR)           | NP-13                     |
| 86                        | Fabio Sabatini (ITA)       | 92e                       |
| 87                        | Florian Sénéchal (FRA)     | AB-20                     |
| 88                        | Pieter Serry (BEL)         | 38e                       |

| EF Education First EF1 | EF Education First EF1 | EF Education First EF1 |
| ---------------------- | ---------------------- | ---------------------- |
| Num                    | Coureur                | Pos                    |
| 91                     | Sacha Modolo (ITA)     | AB-7                   |
| 92                     | Sean Bennett (USA)     | 106e                   |
| 93                     | Matti Breschel (DEN)   | AB-4                   |
| 94                     | Nathan Brown (USA)     | 67e                    |
| 95                     | Jonathan Caicedo (ECU) | 108e                   |
| 96                     | Hugh Carthy (GBR)      | 11e                    |
| 97                     | Joe Dombrowski (USA)   | 12e                    |
| 98                     | Tanel Kangert (EST)    | 18e                    |

| Groupama-FDJ GFC | Groupama-FDJ GFC          | Groupama-FDJ GFC |
| ---------------- | ------------------------- | ---------------- |
| Num              | Coureur                   | Pos              |
| 101              | Arnaud Démare (FRA)       | 123e             |
| 102              | Jacopo Guarnieri (ITA)    | 132e             |
| 103              | Ignatas Konovalovas (LTU) | AB-13            |
| 104              | Olivier Le Gac (FRA)      | 112e             |
| 105              | Tobias Ludvigsson (SWE)   | 82e              |
| 106              | Valentin Madouas (FRA)    | 13e              |
| 107              | Miles Scotson (AUS)       | 138e             |
| 109              | Ramon Sinkeldam (NED)     | 133e             |

| Israel Cycling Academy ICA | Israel Cycling Academy ICA | Israel Cycling Academy ICA |
| -------------------------- | -------------------------- | -------------------------- |
| Num                        | Coureur                    | Pos                        |
| 111                        | Davide Cimolai (ITA)       | 130e                       |
| 112                        | Awet Gebremedhin (ERI)     | 128e                       |
| 113                        | Guillaume Boivin (CAN)     | 125e                       |
| 114                        | Conor Dunne (IRL)          | 135e                       |
| 115                        | Krists Neilands (LAT)      | 100e                       |
| 116                        | Rubén Plaza (ESP)          | 71e                        |
| 117                        | Guy Niv (ISR)              | 113e                       |
| 118                        | Kristian Sbaragli (ITA)    | 77e                        |

| Lotto-Soudal LTS | Lotto-Soudal LTS         | Lotto-Soudal LTS |
| ---------------- | ------------------------ | ---------------- |
| Num              | Coureur                  | Pos              |
| 121              | Caleb Ewan (AUS)         | NP-12            |
| 122              | Victor Campenaerts (BEL) | 111e             |
| 123              | Jasper De Buyst (BEL)    | AB-15            |
| 124              | Thomas De Gendt (BEL)    | 51e              |
| 125              | Adam Hansen (AUS)        | 68e              |
| 126              | Roger Kluge (GER)        | NP-13            |
| 127              | Jelle Vanendert (BEL)    | AB-5             |
| 128              | Tosh Van der Sande (BEL) | 64e              |

| Mitchelton-Scott MTS | Mitchelton-Scott MTS          | Mitchelton-Scott MTS |
| -------------------- | ----------------------------- | -------------------- |
| Num                  | Coureur                       | Pos                  |
| 131                  | Simon Yates (GBR)             | 8e                   |
| 132                  | Jack Bauer (NZL)              | 95e                  |
| 133                  | Brent Bookwalter (USA)        | NP-16                |
| 134                  | Esteban Chaves (COL)          | 40e                  |
| 135                  | Luke Durbridge (AUS)          | 78e                  |
| 136                  | Lucas Hamilton (AUS)          | 25e                  |
| 137                  | Christopher Juul Jensen (DEN) | 70e                  |
| 138                  | Mikel Nieve (ESP)             | 17e                  |

| Nippo-Vini Fantini-Faizanè NIP | Nippo-Vini Fantini-Faizanè NIP | Nippo-Vini Fantini-Faizanè NIP |
| ------------------------------ | ------------------------------ | ------------------------------ |
| Num                            | Coureur                        | Pos                            |
| 141                            | Marco Canola (ITA)             | 107e                           |
| 142                            | Damiano Cima (ITA)             | 137e                           |
| 143                            | Nicola Bagioli (ITA)           | AB-16                          |
| 144                            | Juan José Lobato (ESP)         | 134e                           |
| 145                            | Giovanni Lonardi (ITA)         | AB-13                          |
| 146                            | Hiroki Nishimura (JPN)         | HD-1                           |
| 147                            | Sho Hatsuyama (JPN)            | 142e                           |
| 148                            | Ivan Santaromita (ITA)         | 102e                           |

| Dimension Data TDD | Dimension Data TDD            | Dimension Data TDD |
| ------------------ | ----------------------------- | ------------------ |
| Num                | Coureur                       | Pos                |
| 151                | Ben O'Connor (AUS)            | 32e                |
| 152                | Scott Davies (GBR)            | 118e               |
| 153                | Enrico Gasparotto (ITA)       | 69e                |
| 154                | Amanuel Ghebreigzabhier (ERI) | 45e                |
| 155                | Ryan Gibbons (RSA)            | 91e                |
| 156                | Giacomo Nizzolo (ITA)         | NP-13              |
| 157                | Mark Renshaw (AUS)            | AB-13              |
| 158                | Danilo Wyss (SUI)             | 83e                |

| Team Ineos INS | Team Ineos INS           | Team Ineos INS |
| -------------- | ------------------------ | -------------- |
| Num            | Coureur                  | Pos            |
| 161            | Pavel Sivakov (RUS)      | 9e             |
| 162            | Eddie Dunbar (IRL)       | 22e            |
| 163            | Tao Geoghegan Hart (GBR) | AB-13          |
| 164            | Sebastián Henao (COL)    | 24e            |
| 165            | Christian Knees (GER)    | 96e            |
| 166            | Jhonatan Narváez (ECU)   | 80e            |
| 167            | Salvatore Puccio (ITA)   | 86e            |
| 168            | Iván Sosa (COL)          | 44e            |

| Team Jumbo-Visma TJV | Team Jumbo-Visma TJV  | Team Jumbo-Visma TJV |
| -------------------- | --------------------- | -------------------- |
| Num                  | Coureur               | Pos                  |
| 171                  | Primož Roglič (SLO)   | 3e                   |
| 172                  | Koen Bouwman (NED)    | 41e                  |
| 173                  | Laurens De Plus (BEL) | AB-7                 |
| 174                  | Sepp Kuss (USA)       | 56e                  |
| 175                  | Tom Leezer (NED)      | 119e                 |
| 176                  | Paul Martens (GER)    | 75e                  |
| 177                  | Antwan Tolhoek (NED)  | 65e                  |
| 178                  | Jos van Emden (NED)   | 104e                 |

| Katusha-Alpecin TKA | Katusha-Alpecin TKA          | Katusha-Alpecin TKA |
| ------------------- | ---------------------------- | ------------------- |
| Num                 | Coureur                      | Pos                 |
| 181                 | Ilnur Zakarin (RUS)          | 10e                 |
| 182                 | Enrico Battaglin (ITA)       | 66e                 |
| 183                 | Jenthe Biermans (BEL)        | 117e                |
| 184                 | Marco Haller (AUT)           | 116e                |
| 185                 | Reto Hollenstein (SUI)       | 94e                 |
| 186                 | Viatcheslav Kouznetsov (RUS) | AB-17               |
| 187                 | Daniel Navarro (ESP)         | AB-4                |
| 188                 | Dmitri Strakhov (RUS)        | 121e                |

| Team Sunweb SUN | Team Sunweb SUN      | Team Sunweb SUN |
| --------------- | -------------------- | --------------- |
| Num             | Coureur              | Pos             |
| 191             | Tom Dumoulin (NED)   | AB-5            |
| 192             | Jan Bakelants (BEL)  | 43e             |
| 193             | Chad Haga (USA)      | 105e            |
| 194             | Chris Hamilton (AUS) | 34e             |
| 195             | Jai Hindley (AUS)    | 35e             |
| 196             | Sam Oomen (NED)      | AB-14           |
| 197             | Robert Power (AUS)   | AB-6            |
| 198             | Louis Vervaeke (BEL) | AB-13           |

| Trek-Segafredo TFS | Trek-Segafredo TFS       | Trek-Segafredo TFS |
| ------------------ | ------------------------ | ------------------ |
| Num                | Coureur                  | Pos                |
| 201                | Bauke Mollema (NED)      | 5e                 |
| 202                | Gianluca Brambilla (ITA) | 49e                |
| 203                | Giulio Ciccone (ITA)     | 16e                |
| 204                | William Clarke (AUS)     | 141e               |
| 205                | Nicola Conci (ITA)       | 63e                |
| 206                | Michael Gogl (AUT)       | 97e                |
| 207                | Markel Irizar (ESP)      | 136e               |
| 208                | Matteo Moschetti (ITA)   | NP-11              |

| UAE Team Emirates UAD | UAE Team Emirates UAD  | UAE Team Emirates UAD |
| --------------------- | ---------------------- | --------------------- |
| Num                   | Coureur                | Pos                   |
| 211                   | Fernando Gaviria (COL) | AB-7                  |
| 212                   | Tom Bohli (SUI)        | 139e                  |
| 213                   | Simone Consonni (ITA)  | 131e                  |
| 214                   | Valerio Conti (ITA)    | NP-18                 |
| 215                   | Marco Marcato (ITA)    | 99e                   |
| 216                   | Sebastián Molano (COL) | NP-4                  |
| 217                   | Jan Polanc (SLO)       | 15e                   |
| 218                   | Diego Ulissi (ITA)     | 42e                   |